# Obrigado, Doutor
Obrigado, Doutor é uma série de televisão brasileira produzida pela TV Globo e exibida entre 24 de abril e 26 de outubro de 1981, às 22h.
Criada e escrita por Walter George Durst, Roberto Freire, Ferreira Gullar, Aguinaldo Silva e Walther Negrão e com direção de Walter Avancini, Ary Coslov, Antônio Abujamra, Fábio Sabag e Alberto Salvá. Contou com Francisco Cuoco, Elaine Cristina e Nicette Bruno nos papéis principais.
Teve alguns episódios reprisados em 1985, dentro do bloco Festival 20 Anos, e em abril de 1995, no Festival 30 Anos.

## Trama
O ginecologista Rodrigo Junqueira resolve trabalhar na cidade rural de Andorinhas, reativando o hospital local que estava desativado. Isabel, a dona do hospital, permite que se reabra o local, mas tem uma relação de amor e ódio com o médico. Os episódios tratam da falta de cultura do povo rural, que não pode estudar, e da falta de recursos médicos.

## Elenco

### Principal
- Francisco Cuoco - Dr. Rodrigo Junqueira
- Elaine Cristina - Isabel
- Nicette Bruno - Irmã Júlia
- Cristina Santos - Conceição